# 大津町駅
大津町駅（おおつまちえき）は、島根県出雲市大津町に位置する一畑電車北松江線の駅である。駅番号は3。
2010年5月29日公開の松竹映画『RAILWAYS 49歳で電車の運転士になった男の物語』で、主人公の母の病状が悪化したことを主人公に伝えるために、主人公の娘が自転車で駆けつけるシーンの撮影は、当駅で行われた。

## 歴史
- 1914年（大正3年）4月29日：開業。
- 1973年（昭和48年）：委託業務化[2]。
  - 3月16日：貨物取扱廃止[2]。
- 2003年（平成15年）2月8日：駅舎改築[3]。
- 2006年（平成18年）4月1日：一畑電気鉄道の持株会社移行に伴い、新設の一畑電車株式会社が鉄道事業を承継。
- 2021年（令和3年）10月1日：この日より終日無人駅となる[4]。

## 駅構造
相対式ホーム2面2線を有する地上駅。無人駅であるが、毎週水曜日（水曜日が祝祭日の場合は翌平日）の朝7時～9時に限り、駅窓口の業務を行う。両ホームは構内踏切によって接続されている。かつては木造駅舎が建てられていたが、老朽化のため取り壊され、2003年に新駅舎が竣工した（奥原設計事務所が設計）。
当駅における営業列車同士の交換は平日始発のみで、通常は駅舎側のホームのみを使用する。

## 利用状況

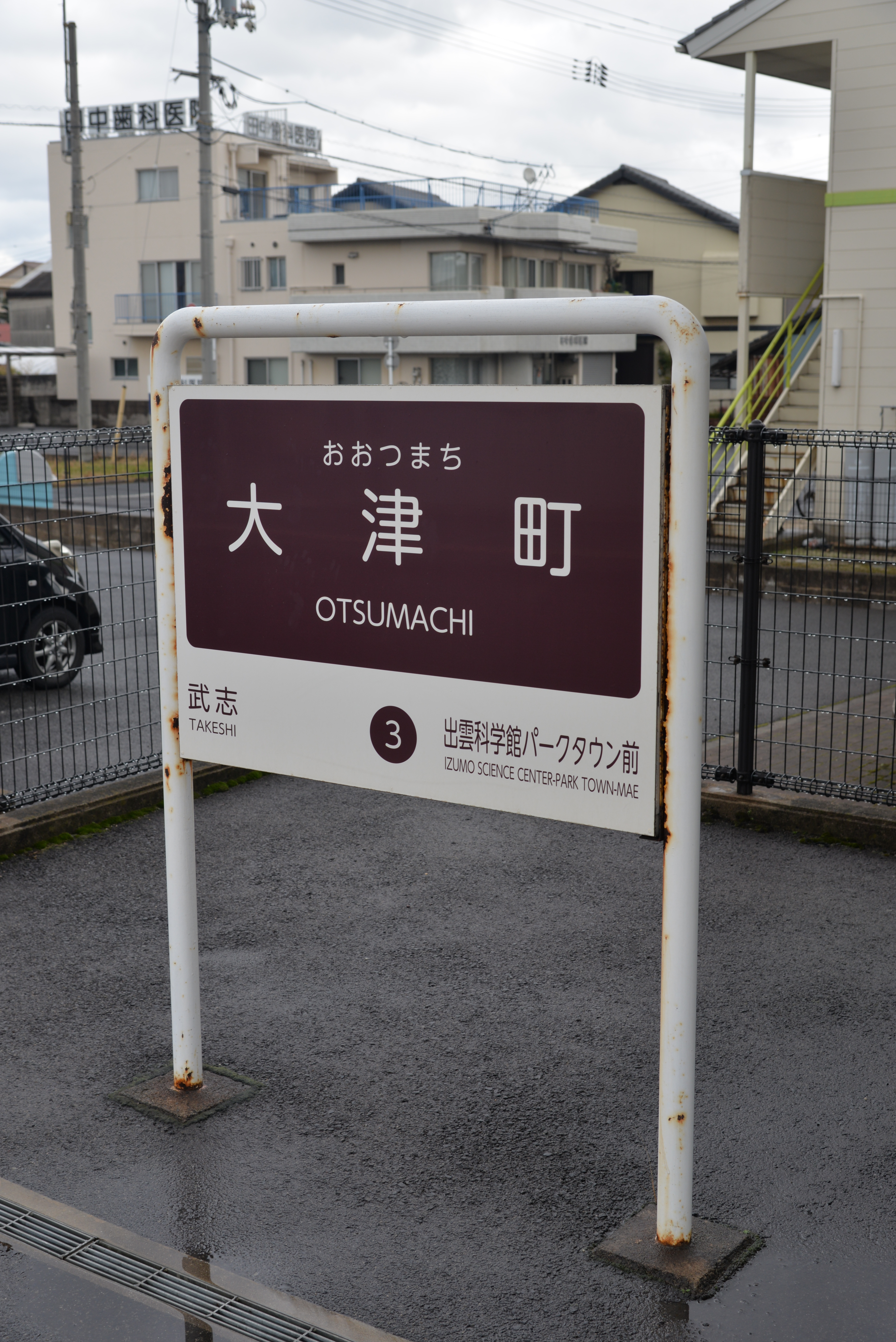
駅名標

1日平均の乗降人員は以下の通り。
| 年度   | 1日平均 乗車人員 | 1日平均 乗降人員 |
| ------ | ---------------- | ---------------- |
| 1999年 | 146              | 278              |
| 2000年 | 165              | 296              |
| 2001年 | 157              | 290              |
| 2002年 | 137              | 253              |
| 2003年 | 130              | 259              |
| 2004年 | 145              | 277              |
| 2005年 | 150              | 305              |
| 2006年 | 173              | 339              |
| 2007年 | 166              | 333              |
| 2008年 | 149              | 303              |
| 2009年 | 151              | 303              |
| 2010年 | 145              | 328              |
| 2011年 | 141              | 293              |
| 2012年 | 134              | 276              |
| 2013年 | 140              | 289              |
| 2014年 | 120              | 239              |
| 2015年 | 110              | 224              |
| 2016年 | 119              | 236              |
| 2017年 | 114              | 271              |
| 2018年 | 128              | 269              |
| 2019年 | 131              | 297              |
| 2020年 | 105              | 228              |
| 2021年 | 116              | 231              |

## 駅周辺
- 慈潤会たちばな保育園
- 出雲市立大津幼稚園
- 出雲市立大津小学校
- 島根県立出雲商業高等学校
- JAいずも大津
- 平野勲記念館
- 出雲治療院
- 大津団地集会所

## 隣の駅
一畑電車
■北松江線
■特急「スーパーライナー」（平日下り1本のみ）・■特急（土休日のみ）・■急行（平日夕方のみ）
電鉄出雲市駅（1）- 大津町駅（3）- 川跡駅（5）
■普通
出雲科学館パークタウン前駅（2）- 大津町駅（3）- 武志駅（4）